# Bertya polystigma
Bertya polystigma là một loài thực vật có hoa trong họ Đại kích. Loài này được Grüning mô tả khoa học đầu tiên năm 1913.